# سيباستيان ياترا
سيباستيان ياترا (ولد في 15 أكتوبر 1994) هو مغني كولومبي وكاتب الاغاني البوب
ولد في ميديلين، انتقلت عائلته إلى قرطاجنة، وفي سن 5 استقر في ميامي. درس البيانو، الإيتار الصوتية تقنية، وكان متعطشا اعب كرة قدم قبل أن يقرر التركيز على الموسيقى، مع الاستمرار في ممارسة كرة القدم كهواية. بدأ في كتابة الأغاني في وقت مبكر في أيلول / سبتمبر 2013، وكان أول ألبوماته إل بسيكولوغو (بالإسبانية: El Psicólogo)‏ الذي انتشر سريعا في بلده كولومبيا، في جميع أنحاء أمريكا اللاتينية أبرزها فنزويلا وإكوادور والمكسيك والولايات المتحدة.
إل بسيكولوغو أغنية البوب تم تسجيلها في الولايات المتحدة فيما تولى إخراج الكليب المخرج سيمون براند. ياترا جال مع باتي كانتو في دراما الملكة جولة مع ساندوفال ساندوفال في Deja Que La Vida Te Sorprenda جولة تكتسب المزيد من الشهرة. متابعة واحدة «Todo Lo Que آسفة» أقل ما يقال ناجحة، لكن أعقب ذلك من «الفقرة olvidar» أصبح ضربة كبيرة في كولومبيا، فنزويلا والإكوادور، ومرة أخرى في الولايات المتحدة.
2015 شهد إطلاق اثنين من النجاح الفردي «لا لي llames» يضم Alkilados و «كومو Mirarte», تكرار الضربة الأولى كما منفردا مرة أخرى في التعاون يضم كيناي وريمكس من قبل المنتجين مثل كيفن ADG تشان El Genio و Dandee. ولكن كان ياترا 2016 "Traicionera" ضخمة لاب وفخ التنظيم الإداري ضرب له أن عزز مركزه المفضل الفنان الدولي في أمريكا اللاتينية اللاتينية السوق في الدول أيضا رسم في إسبانيا العثور على النجاح في جميع أنحاء أوروبا. واحدة كانت سرية البلاتين مزدوجة في كولومبيا البلاتين في إكوادور وبيرو أمريكا الوسطى والذهب في إسبانيا.

## أعماله
- 2017: غدا (بالإسبانية: Sutra)‏
- 2017: يبدو وكأنه ديمبو (بالإسبانية: Sutra)‏
- 2017: أيام الصيف (بالإسبانية: Summer Days)‏
- 2017: اعطيني قلبك (بالإسبانية: Devuélveme el corazón)‏
- 2017: لا عطل (بالإسبانية: No Vacancy)‏
- 2016: تريسيونيرا (بالإسبانية: Traicionera)‏
- 2015: كيف تبدو (بالإسبانية: Cómo Mirarte)‏
- 2014: أحبك إلى الأبد (بالإسبانية: Love You Forever)‏

## الجوائز والترشيحات

### جائزة غرامي اللاتينية
| السنة | المترشح/العمل         | الفئة             | النتيجة     |
| ----- | --------------------- | ----------------- | ----------- |
| 2017  | سيباستيان ياترا       | أفضل مغني جديد    | في الانتظار |
| 2017  | أسطوانة يارتا المطولة | أفضل مؤدي صوت بوب | في الانتظار |

## روابط خارجية
- سيباستيان ياترا على موقع IMDb (الإنجليزية)
- سيباستيان ياترا على موقع ميوزك برينز (الإنجليزية)
- سيباستيان ياترا على موقع أول ميوزيك (الإنجليزية)
- سيباستيان ياترا على موقع ديسكوغز (الإنجليزية)
- سيباستيان ياترا على موقع قاعدة بيانات الفيلم (الإنجليزية)